# Aliocha Coll
Aliocha Coll, seudónimo de Javier Coll Mata (Madrid, España, 6 de mayo de 1948 - París, Francia, 15 de noviembre de 1990), fue un escritor español.

## Biografía
Hijo del pintor Xavier Coll Compte, nació en Madrid pero se educó en Barcelona de donde procedía su familia, la cual tuvo una influencia decisiva en sus inquietudes artísticas. Debe su seudónimo a Aliosha, personaje central de Los hermanos Karamazov de Fiódor Dostoyevski, libro que su madre leía durante el embarazo.
Si bien decidió iniciar estudios de Medicina en Barcelona, abandonó la carrera al tercer año y se trasladó a París, donde contrajo matrimonio con la pintora francesa de origen chino Lysiane Luong. En París terminó la carrera de Medicina, ejerciéndola solo los fines de semana a fin de poder dedicar la mayor parte del tiempo a escribir.
Envió sus originales a la agente literaria Carmen Balcells, quien se interesó por su experimentalismo verbal de vanguardia, en la línea de James Joyce, Samuel Beckett, Guillermo Cabrera Infante y Julián Ríos. A través de ella entró en contacto con escritores de Madrid como Javier Marías y Jaime Salinas, quienes lo admiraban y a la vez le sugerían que intentara, al menos como pasatiempo, escritos más convencionales. Coll, que rehuía los ambientes literarios, volvió a París, absolutamente entregado a la literatura y socavado por una fuerte depresión. En 1985 publicó Vitam venturi saeculi y su traducción en endecasílabos de cuatro piezas teatrales de Christopher Marlowe. Su literatura fracasó comercialmente y tres días antes de su muerte le llegó a Carmen Balcells el manuscrito de Atila. Cercado por la depresión y una grave enfermedad, el 15 de noviembre de 1990 se suicidó en París con 42 años. Póstumamente se publicaron Atila (1991) y El hilo de seda (1992).
Permanecen inéditas varias de sus obras: los poemarios Mensiones y Sonetos, el drama Ofelia, Casandra y Juana de Arco, los libros de narrativa Cuarta persona, Antimonio y Aloisio Paramesium, la tesis doctoral Dolor, anestesia y distesia, los ensayos Ética, Epistemología y Estética, el volumen Laocoonte y traducciones de obras de Shakespeare, André Malraux y La anatomía de la melancolía, de Robert Burton.
Carmen Balcells anunció que el 21 de marzo de 2012, de acuerdo a la voluntad de Coll, se daría a conocer su testamento depositado en la Caja de las Letras del Instituto Cervantes.

## Obra publicada

### Novela
- Vitam venturi saeculi (Madrid: Alfaguara, 1982)
- Atila (Barcelona: Destino, 1991)
- El hilo de seda (Barcelona: Destino, 1992)

### Teatro
- Títeres, con ilustraciones de Lysiane Luong (Barcelona: Ediciones Originales, 1984)
- Traducción de Teatro, de Christopher Marlowe (Madrid: Alfaguara, 1984), cuatro textos en edición bilingüe

### Poesía
- Imaginarias (Palma de Mallorca: Calima, 1999)